# Gobierno Regional de Madre de Dios
El Gobierno Regional de Madre de Dios es el órgano con personalidad jurídica de derecho público y patrimonio propio, que tiene a su cargo la administración superior del departamento de Madre de Dios, Perú, y cuya finalidad es el desarrollo social, cultural y económico. Tiene su sede en la capital regional, la ciudad de Puerto Maldonado.
Está constituido por el Gobernador Regional y el Consejo regional.

## Gobernador regional
Desde el 1 de enero de 2019 el órgano ejecutivo está conformado por:
- Gobernador Regional: Luis Hidalgo Okimura
- Vicegobernador Regional: Herlens Jefferson Gonzales Enoki

## Gerencia regional
Desde el 1 de enero de 2019 el órgano administrativo está conformado por:
- Gerencia General Regional: Adolfo Alberto Clement García
- Gerencia Regional de Planeamiento, Presupuesto y Acondicionamiento Territorial: María Angélica Odar Yabar
- Gerencia Regional de Infraestructura: Jesús Fernando Máximo Chiang Salcedo
- Gerencia Regional de Desarrollo Económico: Carmen Kameko Soria
- Gerencia Regional de Desarrollo Social: Flor de María Cano Alarcón
- Gerencia Regional de la Recursos Naturales y Gestión del Medio Ambiente: Héctor Enrique Vidaurre Arévalo
- Gerencia Regional de la Juventud: Víctor Segovia Palomino
- Gerencia Regional de Forestal y Fauna Silvestre: Harry Pinchi del Águila

## Consejo regional
El consejo regional es un órgano de carácter normativo, resolutivo y fiscalizador, dentro del ámbito propio de competencia del Gobierno Regional, encargado de hacer efectiva la participación de la ciudadanía regional y ejercer las atribuciones que la Ley Orgánica de Gobiernos Regionales del Perú respectiva le encomienda.
Está integrado por 9 consejeros elegidos por sufragio universal en votación directa, de cada una de las 3 provincias del departamento. Su periodo es de 4 años en sus cargos. 

### Listado de consejeros regionales[2]
| # | Provincia                      | Provincia | Partido                                      | Consejero                      |
| - | ------------------------------ | --------- | -------------------------------------------- | ------------------------------ |
| 1 |                                | Manu      | Democracia Directa                           | Carin Jeraldini Quiroz Miranda |
| 1 | Perú Patria Segura             | Manu      | Paul Rufino Sequeiros Bermúdez               |                                |
| 2 |                                | Tahuamanu | Alianza para el Progreso                     | Jorge Honorato Pita Barra      |
| 2 | Perú Libertario                | Tahuamanu | Marcial Tapullima Yuyarima                   |                                |
| 3 |                                | Tambopata | Movimiento Regional Fuerza por Madre de Dios | Pedro Wanger Cari Rodríguez    |
| 3 | Wilber Uchupe Flórez           | Tambopata | Movimiento Regional Fuerza por Madre de Dios |                                |
| 3 | Alianza para el Progreso       | Tambopata | Fátima Pizango Salazar                       |                                |
| 3 | Partido Democrático Somos Perú | Tambopata | Jorge Luis Díaz Revoredo                     |                                |
| 3 | Perú Patria Segura             | Tambopata | Dany York Celi Wiess                         |                                |